# Physocephala sagittaria
Physocephala sagittaria är en tvåvingeart som först beskrevs av Thomas Say 1823.  Physocephala sagittaria ingår i släktet Physocephala och familjen stekelflugor. Inga underarter finns listade i Catalogue of Life.